# Chalceus guaporensis
Chalceus guaporensis är en fiskart som beskrevs av Angela M. Zanata och Toledo-piza 2004. Chalceus guaporensis ingår i släktet Chalceus och familjen Characidae. Inga underarter finns listade i Catalogue of Life.